# Loin de la terre brûlée
Pour plus de détails, voir Fiche technique et Distribution.
Loin de la terre brûlée (The Burning Plain), également connu sous le titre Terre brûlée est un film américain écrit et réalisé par Guillermo Arriaga, sorti en 2008. À l’instar des précédents scénarios d’Arriaga, Loin de la terre brûlée est un récit gigogne imbriquant plusieurs histoires finalement reliées entre elles.

## Synopsis
Un couple adultère meurt dans l’incendie de la caravane qui abritait leurs amours. Une restauratrice de Portland est approchée par un hispanophone. Les enfants respectifs du couple disparu cherchent à comprendre l’origine de cette passion ; ce faisant, ils se rapprochent et s’éprennent à leur tour l’un de l'autre. Au Mexique, un pilote d’épandage agricole a un accident avec son avion.

## Fiche technique
- Titre : Loin de la terre brûlée
- Titre original : The Burning Plain
- Réalisation : Guillermo Arriaga
- Scénario : Guillermo Arriaga
- Chef opérateur : Robert Elswit
- Musique : Hans Zimmer et Omar Rodríguez-López
- Production : Walter F. Parkes et Laurie MacDonald
  - Productrice exécutive : Charlize Theron
- Sociétés de Production : 2929 Productions et Constantini Films
- Société de distribution initiale :  Wild Bunch
- Pays d'origine :  États-Unis
- Durée : 1 h 48
- Dates de sortie : 
  - Italie : 29 août 2008, première mondiale à la Mostra de Venise
  - France : 11 mars 2009
  - Belgique : 18 mars 2009

## Distribution
- Charlize Theron (VF : Rafaèle Moutier) : Sylvia / Mariana à la quarantaine
- Kim Basinger (VF : Martine Irzenski)  : Gina, la mère de Mariana
- Jennifer Lawrence (VF : Noémie Orphelin) : Mariana à la vingtaine, la fille de Gina
- Joaquim de Almeida (VF : Érik Colin) : Nick Martinez, l’amant de Gina
- Danny Pino : Santiago Martinez, le fils de Nick
- J. D. Pardo (VF : Julien Allouf) : Santiago Martinez jeune
- Robin Tunney : Laura, la collègue et amie de Sylvia
- Brett Cullen (VF : François Siener) : Robert, le mari de Gina
- Tessa Ia : Maria Martinez, la fille de Santiago
- Rachel Ticotin : Mme Martinez
- José María Yazpik : Carlos, le collègue pilote de Santiago
- John Corbett : le cuisinier amant de Sylvia
- Diego J. Torres : Cristobal Martinez, le frère de Santiago
- Marty Pazapian : le client qui couche avec Sylvia
- Gray Eubank (VF : Julien Thomast) : Lawrence

## Autour du film
Après avoir été le scénariste des films Amours chiennes, 21 Grammes et Babel réalisés par Iñárritu, et de celui de Tommy Lee Jones : Trois Enterrements, Guillermo Arriaga fait ici ses débuts comme réalisateur. Il dit avoir voulu écrire un scénario qu’il tournerait lui-même après 11 années à écrire pour d’autres.

## Distinctions
Jennifer Lawrence a reçu pour ce film le prix Marcello-Mastroianni (meilleur espoir) à la Mostra de Venise 2008.
Charlize Theron a été nommée en 2010 pour le Saturn Award de la meilleure actrice.